# Ligue des champions féminine de l'UEFA 2009-2010
Navigation
Édition précédente Édition suivante
La Ligue des champions féminine de l'UEFA 2009-2010 est la neuvième édition de la plus importante compétition inter-clubs européenne de football féminin. 
Elle se déroule lors de la saison 2009-2010 et oppose les vainqueurs des différents championnats européens de la saison précédente ainsi que les dauphins des huit meilleurs championnats.
La finale se déroule au Coliseum Alfonso Pérez à Getafe et voit la victoire du FFC Turbine Potsdam face à l'Olympique lyonnais lors de la séance de tirs au but sur le score de sept tirs au but à six.

## Participants
Le schéma de qualification pour la première édition de la Ligue des champions féminine de l'UEFA 2009-2010 est le suivant :
- le tenant du titre est directement qualifié pour les seizièmes de finale,
- les vingt-quatre meilleures associations les mieux classées au coefficient UEFA à l'issue de la saison 2007-2008 ont leurs clubs champion qualifié directement pour les seizièmes de finale,
- les vingt autres associations présentant un club pour cette compétition passe par une phase de qualification en compagnie des vice-champions des huit meilleures associations, pour rejoindre les vingt-cinq autres équipes.

Contrairement à la Ligue des champions masculine, les fédérations européennes ne présentent pas toutes une équipe, donc le nombre exact d'équipes n'est pas fixé jusqu'à ce que la liste d'accès soit complètement connue.
| Seizièmes de finale | Seizièmes de finale | Seizièmes de finale | Seizièmes de finale | Seizièmes de finale | Seizièmes de finale | Seizièmes de finale | Seizièmes de finale | Seizièmes de finale | Seizièmes de finale | Seizièmes de finale | Seizièmes de finale | Seizièmes de finale | Seizièmes de finale | Seizièmes de finale | Seizièmes de finale |
| --- | --- | --- | --- | --- | --- | --- | --- | --- | --- | --- | --- | --- | --- | --- | --- |
| - FCR Duisbourg Champion d'Europe 2008-2009 - FFC Turbine Potsdam Champion d'Allemagne 2008-2009 - Umeå IK Champion de Suède 2008 - Arsenal LFC Champion d'Angleterre 2008-2009 - Olympique lyonnais Champion de France 2008-2009 - Fortuna Hjørring Champion du Danemark 2008-2009 - Zvezda 2005 Champion de Russie 2008 - Røa IL Champion de Norvège 2008 - ASDCF Bardolino Vérone Champion d'Italie 2008-2009 - Valur Reykjavik Champion d'Islande 2008 - FK Universitet Vitebsk Champion de Biélorussie 2008 - AC Sparta Prague Champion de République tchèque 2008-2009 - AZ Alkmaar Champion des Pays-Bas 2008-2009                                                            | - FCR Duisbourg Champion d'Europe 2008-2009 - FFC Turbine Potsdam Champion d'Allemagne 2008-2009 - Umeå IK Champion de Suède 2008 - Arsenal LFC Champion d'Angleterre 2008-2009 - Olympique lyonnais Champion de France 2008-2009 - Fortuna Hjørring Champion du Danemark 2008-2009 - Zvezda 2005 Champion de Russie 2008 - Røa IL Champion de Norvège 2008 - ASDCF Bardolino Vérone Champion d'Italie 2008-2009 - Valur Reykjavik Champion d'Islande 2008 - FK Universitet Vitebsk Champion de Biélorussie 2008 - AC Sparta Prague Champion de République tchèque 2008-2009 - AZ Alkmaar Champion des Pays-Bas 2008-2009                                                            | - FCR Duisbourg Champion d'Europe 2008-2009 - FFC Turbine Potsdam Champion d'Allemagne 2008-2009 - Umeå IK Champion de Suède 2008 - Arsenal LFC Champion d'Angleterre 2008-2009 - Olympique lyonnais Champion de France 2008-2009 - Fortuna Hjørring Champion du Danemark 2008-2009 - Zvezda 2005 Champion de Russie 2008 - Røa IL Champion de Norvège 2008 - ASDCF Bardolino Vérone Champion d'Italie 2008-2009 - Valur Reykjavik Champion d'Islande 2008 - FK Universitet Vitebsk Champion de Biélorussie 2008 - AC Sparta Prague Champion de République tchèque 2008-2009 - AZ Alkmaar Champion des Pays-Bas 2008-2009                                                            | - FCR Duisbourg Champion d'Europe 2008-2009 - FFC Turbine Potsdam Champion d'Allemagne 2008-2009 - Umeå IK Champion de Suède 2008 - Arsenal LFC Champion d'Angleterre 2008-2009 - Olympique lyonnais Champion de France 2008-2009 - Fortuna Hjørring Champion du Danemark 2008-2009 - Zvezda 2005 Champion de Russie 2008 - Røa IL Champion de Norvège 2008 - ASDCF Bardolino Vérone Champion d'Italie 2008-2009 - Valur Reykjavik Champion d'Islande 2008 - FK Universitet Vitebsk Champion de Biélorussie 2008 - AC Sparta Prague Champion de République tchèque 2008-2009 - AZ Alkmaar Champion des Pays-Bas 2008-2009                                                            | - FCR Duisbourg Champion d'Europe 2008-2009 - FFC Turbine Potsdam Champion d'Allemagne 2008-2009 - Umeå IK Champion de Suède 2008 - Arsenal LFC Champion d'Angleterre 2008-2009 - Olympique lyonnais Champion de France 2008-2009 - Fortuna Hjørring Champion du Danemark 2008-2009 - Zvezda 2005 Champion de Russie 2008 - Røa IL Champion de Norvège 2008 - ASDCF Bardolino Vérone Champion d'Italie 2008-2009 - Valur Reykjavik Champion d'Islande 2008 - FK Universitet Vitebsk Champion de Biélorussie 2008 - AC Sparta Prague Champion de République tchèque 2008-2009 - AZ Alkmaar Champion des Pays-Bas 2008-2009                                                            | - FCR Duisbourg Champion d'Europe 2008-2009 - FFC Turbine Potsdam Champion d'Allemagne 2008-2009 - Umeå IK Champion de Suède 2008 - Arsenal LFC Champion d'Angleterre 2008-2009 - Olympique lyonnais Champion de France 2008-2009 - Fortuna Hjørring Champion du Danemark 2008-2009 - Zvezda 2005 Champion de Russie 2008 - Røa IL Champion de Norvège 2008 - ASDCF Bardolino Vérone Champion d'Italie 2008-2009 - Valur Reykjavik Champion d'Islande 2008 - FK Universitet Vitebsk Champion de Biélorussie 2008 - AC Sparta Prague Champion de République tchèque 2008-2009 - AZ Alkmaar Champion des Pays-Bas 2008-2009                                                            | - FCR Duisbourg Champion d'Europe 2008-2009 - FFC Turbine Potsdam Champion d'Allemagne 2008-2009 - Umeå IK Champion de Suède 2008 - Arsenal LFC Champion d'Angleterre 2008-2009 - Olympique lyonnais Champion de France 2008-2009 - Fortuna Hjørring Champion du Danemark 2008-2009 - Zvezda 2005 Champion de Russie 2008 - Røa IL Champion de Norvège 2008 - ASDCF Bardolino Vérone Champion d'Italie 2008-2009 - Valur Reykjavik Champion d'Islande 2008 - FK Universitet Vitebsk Champion de Biélorussie 2008 - AC Sparta Prague Champion de République tchèque 2008-2009 - AZ Alkmaar Champion des Pays-Bas 2008-2009                                                            | - FCR Duisbourg Champion d'Europe 2008-2009 - FFC Turbine Potsdam Champion d'Allemagne 2008-2009 - Umeå IK Champion de Suède 2008 - Arsenal LFC Champion d'Angleterre 2008-2009 - Olympique lyonnais Champion de France 2008-2009 - Fortuna Hjørring Champion du Danemark 2008-2009 - Zvezda 2005 Champion de Russie 2008 - Røa IL Champion de Norvège 2008 - ASDCF Bardolino Vérone Champion d'Italie 2008-2009 - Valur Reykjavik Champion d'Islande 2008 - FK Universitet Vitebsk Champion de Biélorussie 2008 - AC Sparta Prague Champion de République tchèque 2008-2009 - AZ Alkmaar Champion des Pays-Bas 2008-2009                                                            | - Rayo Vallecano Champion d'Espagne 2008-2009 - SV Neulengbach Champion d'Autriche 2008-2009 - Standard de Liège Champion de Belgique 2008-2009 - Alma KTZH Champion de Kazakhstan 2008 - RTP Unia Racibórz Champion de Pologne 2008-2009 - ŽFK Mašinac PZP Niš Champion de Serbie 2008-2009 - FCF Zürich Champion de Suisse 2008-2009 - Zhytlobud-1 Kharkiv Champion d'Ukraine 2008-2009 - PAOK Salonique Champion de Grèce 2008-2009 - FC Honka Champion de Finlande 2008 - VFC Szombathely Champion de Hongrie 2007-2008 - ŽNK SFK 2000 Sarajevo Champion de Bosnie-Herzégovine 2008-2009 | - Rayo Vallecano Champion d'Espagne 2008-2009 - SV Neulengbach Champion d'Autriche 2008-2009 - Standard de Liège Champion de Belgique 2008-2009 - Alma KTZH Champion de Kazakhstan 2008 - RTP Unia Racibórz Champion de Pologne 2008-2009 - ŽFK Mašinac PZP Niš Champion de Serbie 2008-2009 - FCF Zürich Champion de Suisse 2008-2009 - Zhytlobud-1 Kharkiv Champion d'Ukraine 2008-2009 - PAOK Salonique Champion de Grèce 2008-2009 - FC Honka Champion de Finlande 2008 - VFC Szombathely Champion de Hongrie 2007-2008 - ŽNK SFK 2000 Sarajevo Champion de Bosnie-Herzégovine 2008-2009 | - Rayo Vallecano Champion d'Espagne 2008-2009 - SV Neulengbach Champion d'Autriche 2008-2009 - Standard de Liège Champion de Belgique 2008-2009 - Alma KTZH Champion de Kazakhstan 2008 - RTP Unia Racibórz Champion de Pologne 2008-2009 - ŽFK Mašinac PZP Niš Champion de Serbie 2008-2009 - FCF Zürich Champion de Suisse 2008-2009 - Zhytlobud-1 Kharkiv Champion d'Ukraine 2008-2009 - PAOK Salonique Champion de Grèce 2008-2009 - FC Honka Champion de Finlande 2008 - VFC Szombathely Champion de Hongrie 2007-2008 - ŽNK SFK 2000 Sarajevo Champion de Bosnie-Herzégovine 2008-2009 | - Rayo Vallecano Champion d'Espagne 2008-2009 - SV Neulengbach Champion d'Autriche 2008-2009 - Standard de Liège Champion de Belgique 2008-2009 - Alma KTZH Champion de Kazakhstan 2008 - RTP Unia Racibórz Champion de Pologne 2008-2009 - ŽFK Mašinac PZP Niš Champion de Serbie 2008-2009 - FCF Zürich Champion de Suisse 2008-2009 - Zhytlobud-1 Kharkiv Champion d'Ukraine 2008-2009 - PAOK Salonique Champion de Grèce 2008-2009 - FC Honka Champion de Finlande 2008 - VFC Szombathely Champion de Hongrie 2007-2008 - ŽNK SFK 2000 Sarajevo Champion de Bosnie-Herzégovine 2008-2009 | - Rayo Vallecano Champion d'Espagne 2008-2009 - SV Neulengbach Champion d'Autriche 2008-2009 - Standard de Liège Champion de Belgique 2008-2009 - Alma KTZH Champion de Kazakhstan 2008 - RTP Unia Racibórz Champion de Pologne 2008-2009 - ŽFK Mašinac PZP Niš Champion de Serbie 2008-2009 - FCF Zürich Champion de Suisse 2008-2009 - Zhytlobud-1 Kharkiv Champion d'Ukraine 2008-2009 - PAOK Salonique Champion de Grèce 2008-2009 - FC Honka Champion de Finlande 2008 - VFC Szombathely Champion de Hongrie 2007-2008 - ŽNK SFK 2000 Sarajevo Champion de Bosnie-Herzégovine 2008-2009 | - Rayo Vallecano Champion d'Espagne 2008-2009 - SV Neulengbach Champion d'Autriche 2008-2009 - Standard de Liège Champion de Belgique 2008-2009 - Alma KTZH Champion de Kazakhstan 2008 - RTP Unia Racibórz Champion de Pologne 2008-2009 - ŽFK Mašinac PZP Niš Champion de Serbie 2008-2009 - FCF Zürich Champion de Suisse 2008-2009 - Zhytlobud-1 Kharkiv Champion d'Ukraine 2008-2009 - PAOK Salonique Champion de Grèce 2008-2009 - FC Honka Champion de Finlande 2008 - VFC Szombathely Champion de Hongrie 2007-2008 - ŽNK SFK 2000 Sarajevo Champion de Bosnie-Herzégovine 2008-2009 | - Rayo Vallecano Champion d'Espagne 2008-2009 - SV Neulengbach Champion d'Autriche 2008-2009 - Standard de Liège Champion de Belgique 2008-2009 - Alma KTZH Champion de Kazakhstan 2008 - RTP Unia Racibórz Champion de Pologne 2008-2009 - ŽFK Mašinac PZP Niš Champion de Serbie 2008-2009 - FCF Zürich Champion de Suisse 2008-2009 - Zhytlobud-1 Kharkiv Champion d'Ukraine 2008-2009 - PAOK Salonique Champion de Grèce 2008-2009 - FC Honka Champion de Finlande 2008 - VFC Szombathely Champion de Hongrie 2007-2008 - ŽNK SFK 2000 Sarajevo Champion de Bosnie-Herzégovine 2008-2009 | - Rayo Vallecano Champion d'Espagne 2008-2009 - SV Neulengbach Champion d'Autriche 2008-2009 - Standard de Liège Champion de Belgique 2008-2009 - Alma KTZH Champion de Kazakhstan 2008 - RTP Unia Racibórz Champion de Pologne 2008-2009 - ŽFK Mašinac PZP Niš Champion de Serbie 2008-2009 - FCF Zürich Champion de Suisse 2008-2009 - Zhytlobud-1 Kharkiv Champion d'Ukraine 2008-2009 - PAOK Salonique Champion de Grèce 2008-2009 - FC Honka Champion de Finlande 2008 - VFC Szombathely Champion de Hongrie 2007-2008 - ŽNK SFK 2000 Sarajevo Champion de Bosnie-Herzégovine 2008-2009 |
| Phase de qualification | | | | | | | | | | | | | | | |
| - Bayern Munich Vice-champion d'Allemagne 2008-2009 - Linköpings FC Vice-champion de Suède 2008 - Everton LFC Vice-champion d'Angleterre 2008-2009 - Montpellier HSC Vice-champion de France 2008-2009 - Brøndby IF Vice-champion du Danemark 2008-2009 - WFC Rossiyanka Vice-champion de Russie 2008 - Lillestrøm SK Vice-champion de Norvège 2008 - Torres CF Vice-champion d'Italie 2008-2009 - Maccabi Holon FC Champion d'Israël 2008-2009 - FC Roma Calfa Champion de Moldavie 2008-2009 - CFF Clujana Champion de Roumanie 2008-2009 - FC NSA Sofia Champion de Bulgarie 2008-2009 - Glasgow City LFC Champion d'Écosse 2008 - SU 1er Décembre Champion du Portugal 2008-2009 | - Bayern Munich Vice-champion d'Allemagne 2008-2009 - Linköpings FC Vice-champion de Suède 2008 - Everton LFC Vice-champion d'Angleterre 2008-2009 - Montpellier HSC Vice-champion de France 2008-2009 - Brøndby IF Vice-champion du Danemark 2008-2009 - WFC Rossiyanka Vice-champion de Russie 2008 - Lillestrøm SK Vice-champion de Norvège 2008 - Torres CF Vice-champion d'Italie 2008-2009 - Maccabi Holon FC Champion d'Israël 2008-2009 - FC Roma Calfa Champion de Moldavie 2008-2009 - CFF Clujana Champion de Roumanie 2008-2009 - FC NSA Sofia Champion de Bulgarie 2008-2009 - Glasgow City LFC Champion d'Écosse 2008 - SU 1er Décembre Champion du Portugal 2008-2009 | - Bayern Munich Vice-champion d'Allemagne 2008-2009 - Linköpings FC Vice-champion de Suède 2008 - Everton LFC Vice-champion d'Angleterre 2008-2009 - Montpellier HSC Vice-champion de France 2008-2009 - Brøndby IF Vice-champion du Danemark 2008-2009 - WFC Rossiyanka Vice-champion de Russie 2008 - Lillestrøm SK Vice-champion de Norvège 2008 - Torres CF Vice-champion d'Italie 2008-2009 - Maccabi Holon FC Champion d'Israël 2008-2009 - FC Roma Calfa Champion de Moldavie 2008-2009 - CFF Clujana Champion de Roumanie 2008-2009 - FC NSA Sofia Champion de Bulgarie 2008-2009 - Glasgow City LFC Champion d'Écosse 2008 - SU 1er Décembre Champion du Portugal 2008-2009 | - Bayern Munich Vice-champion d'Allemagne 2008-2009 - Linköpings FC Vice-champion de Suède 2008 - Everton LFC Vice-champion d'Angleterre 2008-2009 - Montpellier HSC Vice-champion de France 2008-2009 - Brøndby IF Vice-champion du Danemark 2008-2009 - WFC Rossiyanka Vice-champion de Russie 2008 - Lillestrøm SK Vice-champion de Norvège 2008 - Torres CF Vice-champion d'Italie 2008-2009 - Maccabi Holon FC Champion d'Israël 2008-2009 - FC Roma Calfa Champion de Moldavie 2008-2009 - CFF Clujana Champion de Roumanie 2008-2009 - FC NSA Sofia Champion de Bulgarie 2008-2009 - Glasgow City LFC Champion d'Écosse 2008 - SU 1er Décembre Champion du Portugal 2008-2009 | - Bayern Munich Vice-champion d'Allemagne 2008-2009 - Linköpings FC Vice-champion de Suède 2008 - Everton LFC Vice-champion d'Angleterre 2008-2009 - Montpellier HSC Vice-champion de France 2008-2009 - Brøndby IF Vice-champion du Danemark 2008-2009 - WFC Rossiyanka Vice-champion de Russie 2008 - Lillestrøm SK Vice-champion de Norvège 2008 - Torres CF Vice-champion d'Italie 2008-2009 - Maccabi Holon FC Champion d'Israël 2008-2009 - FC Roma Calfa Champion de Moldavie 2008-2009 - CFF Clujana Champion de Roumanie 2008-2009 - FC NSA Sofia Champion de Bulgarie 2008-2009 - Glasgow City LFC Champion d'Écosse 2008 - SU 1er Décembre Champion du Portugal 2008-2009 | - Bayern Munich Vice-champion d'Allemagne 2008-2009 - Linköpings FC Vice-champion de Suède 2008 - Everton LFC Vice-champion d'Angleterre 2008-2009 - Montpellier HSC Vice-champion de France 2008-2009 - Brøndby IF Vice-champion du Danemark 2008-2009 - WFC Rossiyanka Vice-champion de Russie 2008 - Lillestrøm SK Vice-champion de Norvège 2008 - Torres CF Vice-champion d'Italie 2008-2009 - Maccabi Holon FC Champion d'Israël 2008-2009 - FC Roma Calfa Champion de Moldavie 2008-2009 - CFF Clujana Champion de Roumanie 2008-2009 - FC NSA Sofia Champion de Bulgarie 2008-2009 - Glasgow City LFC Champion d'Écosse 2008 - SU 1er Décembre Champion du Portugal 2008-2009 | - Bayern Munich Vice-champion d'Allemagne 2008-2009 - Linköpings FC Vice-champion de Suède 2008 - Everton LFC Vice-champion d'Angleterre 2008-2009 - Montpellier HSC Vice-champion de France 2008-2009 - Brøndby IF Vice-champion du Danemark 2008-2009 - WFC Rossiyanka Vice-champion de Russie 2008 - Lillestrøm SK Vice-champion de Norvège 2008 - Torres CF Vice-champion d'Italie 2008-2009 - Maccabi Holon FC Champion d'Israël 2008-2009 - FC Roma Calfa Champion de Moldavie 2008-2009 - CFF Clujana Champion de Roumanie 2008-2009 - FC NSA Sofia Champion de Bulgarie 2008-2009 - Glasgow City LFC Champion d'Écosse 2008 - SU 1er Décembre Champion du Portugal 2008-2009 | - Bayern Munich Vice-champion d'Allemagne 2008-2009 - Linköpings FC Vice-champion de Suède 2008 - Everton LFC Vice-champion d'Angleterre 2008-2009 - Montpellier HSC Vice-champion de France 2008-2009 - Brøndby IF Vice-champion du Danemark 2008-2009 - WFC Rossiyanka Vice-champion de Russie 2008 - Lillestrøm SK Vice-champion de Norvège 2008 - Torres CF Vice-champion d'Italie 2008-2009 - Maccabi Holon FC Champion d'Israël 2008-2009 - FC Roma Calfa Champion de Moldavie 2008-2009 - CFF Clujana Champion de Roumanie 2008-2009 - FC NSA Sofia Champion de Bulgarie 2008-2009 - Glasgow City LFC Champion d'Écosse 2008 - SU 1er Décembre Champion du Portugal 2008-2009 | - ŽNK Krka Champion de Slovénie 2008-2009 - ŽNK Osijek Champion de Croatie 2008-2009 - FK Slovan Duslo Šaľa Champion de Slovaquie 2008-2009 - Cardiff City LFC Champion du pays de Galles 2008-2009 - FK Gintra Universitetas Champion de Lituanie 2008 - ZFK Tikvesanka Champion de Macédoine 2008-2009 - KÍ Klaksvík Champion des Îles Féroé 2008 - St. Francis Football Club Vainqueur de la Coupe d'Irlande 2008 - Glentoran Belfast United Champion d'Irlande du Nord 2008 - Apollon Limassol LFC Champion de Chypre 2008-2009 - FC Levadia Tallinn (en) Champion d'Estonie 2008 - FC Norchi Dinamo Tbilisi Champion de Géorgie 2008-2009 - Birkirkara FC Champion de Malte 2008-2009 - Trabzonspor Champion de Turquie 2008-2009 | - ŽNK Krka Champion de Slovénie 2008-2009 - ŽNK Osijek Champion de Croatie 2008-2009 - FK Slovan Duslo Šaľa Champion de Slovaquie 2008-2009 - Cardiff City LFC Champion du pays de Galles 2008-2009 - FK Gintra Universitetas Champion de Lituanie 2008 - ZFK Tikvesanka Champion de Macédoine 2008-2009 - KÍ Klaksvík Champion des Îles Féroé 2008 - St. Francis Football Club Vainqueur de la Coupe d'Irlande 2008 - Glentoran Belfast United Champion d'Irlande du Nord 2008 - Apollon Limassol LFC Champion de Chypre 2008-2009 - FC Levadia Tallinn (en) Champion d'Estonie 2008 - FC Norchi Dinamo Tbilisi Champion de Géorgie 2008-2009 - Birkirkara FC Champion de Malte 2008-2009 - Trabzonspor Champion de Turquie 2008-2009 | - ŽNK Krka Champion de Slovénie 2008-2009 - ŽNK Osijek Champion de Croatie 2008-2009 - FK Slovan Duslo Šaľa Champion de Slovaquie 2008-2009 - Cardiff City LFC Champion du pays de Galles 2008-2009 - FK Gintra Universitetas Champion de Lituanie 2008 - ZFK Tikvesanka Champion de Macédoine 2008-2009 - KÍ Klaksvík Champion des Îles Féroé 2008 - St. Francis Football Club Vainqueur de la Coupe d'Irlande 2008 - Glentoran Belfast United Champion d'Irlande du Nord 2008 - Apollon Limassol LFC Champion de Chypre 2008-2009 - FC Levadia Tallinn (en) Champion d'Estonie 2008 - FC Norchi Dinamo Tbilisi Champion de Géorgie 2008-2009 - Birkirkara FC Champion de Malte 2008-2009 - Trabzonspor Champion de Turquie 2008-2009 | - ŽNK Krka Champion de Slovénie 2008-2009 - ŽNK Osijek Champion de Croatie 2008-2009 - FK Slovan Duslo Šaľa Champion de Slovaquie 2008-2009 - Cardiff City LFC Champion du pays de Galles 2008-2009 - FK Gintra Universitetas Champion de Lituanie 2008 - ZFK Tikvesanka Champion de Macédoine 2008-2009 - KÍ Klaksvík Champion des Îles Féroé 2008 - St. Francis Football Club Vainqueur de la Coupe d'Irlande 2008 - Glentoran Belfast United Champion d'Irlande du Nord 2008 - Apollon Limassol LFC Champion de Chypre 2008-2009 - FC Levadia Tallinn (en) Champion d'Estonie 2008 - FC Norchi Dinamo Tbilisi Champion de Géorgie 2008-2009 - Birkirkara FC Champion de Malte 2008-2009 - Trabzonspor Champion de Turquie 2008-2009 | - ŽNK Krka Champion de Slovénie 2008-2009 - ŽNK Osijek Champion de Croatie 2008-2009 - FK Slovan Duslo Šaľa Champion de Slovaquie 2008-2009 - Cardiff City LFC Champion du pays de Galles 2008-2009 - FK Gintra Universitetas Champion de Lituanie 2008 - ZFK Tikvesanka Champion de Macédoine 2008-2009 - KÍ Klaksvík Champion des Îles Féroé 2008 - St. Francis Football Club Vainqueur de la Coupe d'Irlande 2008 - Glentoran Belfast United Champion d'Irlande du Nord 2008 - Apollon Limassol LFC Champion de Chypre 2008-2009 - FC Levadia Tallinn (en) Champion d'Estonie 2008 - FC Norchi Dinamo Tbilisi Champion de Géorgie 2008-2009 - Birkirkara FC Champion de Malte 2008-2009 - Trabzonspor Champion de Turquie 2008-2009 | - ŽNK Krka Champion de Slovénie 2008-2009 - ŽNK Osijek Champion de Croatie 2008-2009 - FK Slovan Duslo Šaľa Champion de Slovaquie 2008-2009 - Cardiff City LFC Champion du pays de Galles 2008-2009 - FK Gintra Universitetas Champion de Lituanie 2008 - ZFK Tikvesanka Champion de Macédoine 2008-2009 - KÍ Klaksvík Champion des Îles Féroé 2008 - St. Francis Football Club Vainqueur de la Coupe d'Irlande 2008 - Glentoran Belfast United Champion d'Irlande du Nord 2008 - Apollon Limassol LFC Champion de Chypre 2008-2009 - FC Levadia Tallinn (en) Champion d'Estonie 2008 - FC Norchi Dinamo Tbilisi Champion de Géorgie 2008-2009 - Birkirkara FC Champion de Malte 2008-2009 - Trabzonspor Champion de Turquie 2008-2009 | - ŽNK Krka Champion de Slovénie 2008-2009 - ŽNK Osijek Champion de Croatie 2008-2009 - FK Slovan Duslo Šaľa Champion de Slovaquie 2008-2009 - Cardiff City LFC Champion du pays de Galles 2008-2009 - FK Gintra Universitetas Champion de Lituanie 2008 - ZFK Tikvesanka Champion de Macédoine 2008-2009 - KÍ Klaksvík Champion des Îles Féroé 2008 - St. Francis Football Club Vainqueur de la Coupe d'Irlande 2008 - Glentoran Belfast United Champion d'Irlande du Nord 2008 - Apollon Limassol LFC Champion de Chypre 2008-2009 - FC Levadia Tallinn (en) Champion d'Estonie 2008 - FC Norchi Dinamo Tbilisi Champion de Géorgie 2008-2009 - Birkirkara FC Champion de Malte 2008-2009 - Trabzonspor Champion de Turquie 2008-2009 | - ŽNK Krka Champion de Slovénie 2008-2009 - ŽNK Osijek Champion de Croatie 2008-2009 - FK Slovan Duslo Šaľa Champion de Slovaquie 2008-2009 - Cardiff City LFC Champion du pays de Galles 2008-2009 - FK Gintra Universitetas Champion de Lituanie 2008 - ZFK Tikvesanka Champion de Macédoine 2008-2009 - KÍ Klaksvík Champion des Îles Féroé 2008 - St. Francis Football Club Vainqueur de la Coupe d'Irlande 2008 - Glentoran Belfast United Champion d'Irlande du Nord 2008 - Apollon Limassol LFC Champion de Chypre 2008-2009 - FC Levadia Tallinn (en) Champion d'Estonie 2008 - FC Norchi Dinamo Tbilisi Champion de Géorgie 2008-2009 - Birkirkara FC Champion de Malte 2008-2009 - Trabzonspor Champion de Turquie 2008-2009 |

## Calendrier de la compétition
| Nom                           | Date aller                    | Date retour                   | Équipes participantes         | Équipes restantes             | Date tirage au sort           |
| Phase de qualification (2009) | Phase de qualification (2009) | Phase de qualification (2009) | Phase de qualification (2009) | Phase de qualification (2009) | Phase de qualification (2009) |
| ----------------------------- | ----------------------------- | ----------------------------- | ----------------------------- | ----------------------------- | ----------------------------- |
| Phase de qualification        | du 30 juillet au 4 août       | du 30 juillet au 4 août       | 28                            | 32                            | 24 juin                       |
| Phase finale (2009-2010)      |                               |                               |                               |                               |                               |
| Seizièmes de finale           | 30 septembre                  | 7 octobre                     | 32                            | 16                            | 14 août                       |
| Huitièmes de finale           | 4 novembre                    | 11-12 novembre                | 16                            | 8                             | 20 novembre                   |
| Quarts de finale              | 10 mars                       | 17 mars                       | 8                             | 4                             | 20 novembre                   |
| Demi-finales                  | 10-11 avril                   | 17-18 avril                   | 4                             | 2                             | 20 novembre                   |
| Finale                        | 20 mai                        | 20 mai                        | 2                             | 1                             | 20 novembre                   |

## Phase de qualification
La phase de groupes est composée de sept groupes de quatre équipes réparties dans les chapeaux suivants selon le coefficient UEFA des clubs à l'issue de la saison 2008-2009 :
| Chapeau 1       | Coeff. | Chapeau 2               | Coeff. | Chapeau 3                 | Coeff. | Chapeau 4                | Coeff. |
| --------------- | ------ | ----------------------- | ------ | ------------------------- | ------ | ------------------------ | ------ |
| Brøndby IF      | 42,560 | CFF Clujana             | 9,975  | Glasgow City LFC          | 4,975  | Glentoran Belfast United | 0,830  |
| Montpellier HSC | 35,170 | SU 1er Décembre         | 9,310  | Cardiff City LFC          | 4,655  | ZFK Tikvesanka           | 0,495  |
| WFC Rossiyanka  | 30,840 | Lillestrøm SK           | 8,910  | KÍ Klaksvík               | 3,325  | Apollon Limassol LFC     | 0,000  |
| Bayern Munich   | 24,420 | Maccabi Holon FC        | 8,645  | FK Slovan Duslo Šaľa      | 3,155  | FC Levadia Tallinn (en)  | 0,000  |
| Linköpings FC   | 22,275 | FC NSA Sofia            | 6,815  | ŽNK Osijek                | 2,325  | FC Norchi Dinamo Tbilisi | 0,000  |
| Everton LFC     | 20,840 | ŽNK Krka                | 6,315  | FC Roma Calfa             | 1,815  | Birkirkara FC            | 0,000  |
| Torres CF       | 16,405 | FK Gintra Universitetas | 5,985  | St. Francis Football Club | 0,990  | Trabzonspor              | 0,000  |

### Groupe A
Les matchs se déroulent à Šiauliai en Lituanie.
| Rang | Équipe                   | Pts | J | G | N | P | Bp | Bc | Diff |
| ---- | ------------------------ | --- | - | - | - | - | -- | -- | ---- |
| 1    | Bayern Munich            | 9   | 3 | 3 | 0 | 0 | 32 | 2  | +30  |
| 2    | Glasgow City LFC         | 6   | 3 | 2 | 0 | 1 | 13 | 5  | +8   |
| 3    | FK Gintra Universitetas  | 3   | 3 | 1 | 0 | 2 | 7  | 11 | -4   |
| 4    | FC Norchi Dinamo Tbilisi | 0   | 3 | 0 | 0 | 3 | 1  | 35 | -34  |

| Résultats (▼dom., ►ext.) |  |     |     |      |
| Bayern Munich            |  | 8-0 | 5-2 | 19-0 |
| FK Gintra Universitetas  |  |     | 0-2 | 7-1  |
| Glasgow City LFC         |  |     |     | 9-0  |
| FC Norchi Dinamo Tbilisi |  |     |     |      |

### Groupe B
Les matchs se déroulent à Stroumitsa en Macédoine.
| Rang | Équipe          | Pts | J  | G | N | P | Bp | Bc | Diff |
| ---- | --------------- | --- | -- | - | - | - | -- | -- | ---- |
| 1    | Montpellier HSC | 9   | 3  | 3 | 0 | 0 | 12 | 1  | +11  |
| 2    | FC NSA Sofia    | 6   | 3  | 2 | 0 | 1 | 7  | 4  | +3   |
| 3    | KÍ Klaksvík     | 3   | ¨3 | 1 | 0 | 2 | 5  | 6  | -1   |
| 4    | ZFK Tikvesanka  | 0   | 3  | 0 | 0 | 3 | 3  | 16 | -13  |

| Résultats (▼dom., ►ext.) |  |     |     |     |
| KÍ Klaksvík              |  | 0-2 | 1-2 | 4-2 |
| Montpellier HSC          |  |     | 3-0 | 7-1 |
| FC NSA Sofia             |  |     |     | 5-0 |
| ZFK Tikvesanka           |  |     |     |     |

### Groupe C
Les matchs se déroulent à Brøndby au Danemark.
| Rang | Équipe           | Pts | J | G | N | P | Bp | Bc | Diff |
| ---- | ---------------- | --- | - | - | - | - | -- | -- | ---- |
| 1    | Brøndby IF       | 9   | 3 | 3 | 0 | 0 | 12 | 0  | +12  |
| 2    | SU 1er Décembre  | 6   | 3 | 2 | 0 | 1 | 13 | 1  | +12  |
| 3    | Cardiff City LFC | 3   | 3 | 1 | 0 | 2 | 10 | 9  | +1   |
| 4    | Birkirkara FC    | 0   | 3 | 0 | 0 | 3 | 1  | 26 | -25  |

| Résultats (▼dom., ►ext.) |  |      |     |      |
| SU 1er Décembre          |  | 10-0 | 0-1 | 3-0  |
| Birkirkara FC            |  |      | 0-6 | 1-10 |
| Brøndby IF               |  |      |     | 5-0  |
| Cardiff City LFC         |  |      |     |      |

### Groupe D
Les matchs se déroulent à Krško et Ivančna Gorica en Slovénie.
| Rang | Équipe               | Pts | J | G | N | P | Bp | Bc | Diff |
| ---- | -------------------- | --- | - | - | - | - | -- | -- | ---- |
| 1    | Torres CF            | 9   | 3 | 3 | 0 | 0 | 13 | 0  | +13  |
| 2    | FK Slovan Duslo Šaľa | 4   | 3 | 1 | 1 | 1 | 4  | 4  | 0    |
| 3    | Trabzonspor          | 3   | 3 | 1 | 0 | 2 | 3  | 11 | -8   |
| 4    | ŽNK Krka             | 1   | 3 | 0 | 1 | 2 | 2  | 7  | -5   |

| Résultats (▼dom., ►ext.) |  |     |     |     |
| ŽNK Krka                 |  | 2-2 | 0-3 | 0-2 |
| FK Slovan Duslo Šaľa     |  |     | 0-1 | 2-1 |
| Torres CF                |  |     |     | 9-0 |
| Trabzonspor              |  |     |     |     |

### Groupe E
Les matchs se déroulent à Linköping en Suède.
| Rang | Équipe                   | Pts | J | G | N | P | Bp | Bc | Diff |
| ---- | ------------------------ | --- | - | - | - | - | -- | -- | ---- |
| 1    | Linköpings FC            | 9   | 3 | 3 | 0 | 0 | 20 | 0  | +20  |
| 2    | CFF Clujana              | 6   | 3 | 2 | 0 | 1 | 10 | 6  | +4   |
| 3    | Glentoran Belfast United | 3   | 3 | 1 | 0 | 2 | 2  | 4  | -2   |
| 4    | FC Roma Calfa            | 0   | 3 | 0 | 0 | 3 | 0  | 22 | -22  |

| Résultats (▼dom., ►ext.) |  |     |     |      |
| FC Roma Calfa            |  | 0-9 | 0-2 | 0-11 |
| CFF Clujana              |  |     | 1-0 | 0-6  |
| Glentoran Belfast United |  |     |     | 0-3  |
| Linköpings FC            |  |     |     |      |

### Groupe F
Les matchs se déroulent à Limassol et Paphos à Chypre.
| Rang | Équipe                    | Pts | J | G | N | P | Bp | Bc | Diff |
| ---- | ------------------------- | --- | - | - | - | - | -- | -- | ---- |
| 1    | WFC Rossiyanka            | 9   | 3 | 3 | 0 | 0 | 19 | 0  | +19  |
| 2    | Apollon Limassol LFC      | 6   | 3 | 2 | 0 | 1 | 6  | 1  | +5   |
| 3    | Maccabi Holon FC          | 3   | 3 | 1 | 0 | 2 | 2  | 11 | -9   |
| 4    | St. Francis Football Club | 0   | 3 | 0 | 0 | 3 | 0  | 15 | -15  |

| Résultats (▼dom., ►ext.)  |  |     |     |      |
| Maccabi Holon FC          |  | 0-4 | 0-7 | 2-0  |
| Apollon Limassol LFC      |  |     | 0-1 | 2-0  |
| WFC Rossiyanka            |  |     |     | 11-0 |
| St. Francis Football Club |  |     |     |      |

### Groupe G
Les matchs se déroulent à Osijek et Vinkovci en Croatie.
| Rang | Équipe                  | Pts | J | G | N | P | Bp | Bc | Diff |
| ---- | ----------------------- | --- | - | - | - | - | -- | -- | ---- |
| 1    | Everton LFC             | 9   | 3 | 3 | 0 | 0 | 11 | 1  | +10  |
| 2    | Lillestrøm SK           | 6   | 3 | 2 | 0 | 1 | 14 | 1  | +13  |
| 3    | FC Levadia Tallinn (en) | 3   | 3 | 1 | 0 | 2 | 4  | 13 | -9   |
| 4    | ŽNK Osijek              | 0   | 3 | 0 | 0 | 3 | 2  | 16 | -14  |

| Résultats (▼dom., ►ext.) |  |     |     |     |
| Everton LFC              |  | 7-0 | 3-1 | 1-0 |
| FC Levadia Tallinn (en)  |  |     | 4-1 | 0-5 |
| ŽNK Osijek               |  |     |     | 0-9 |
| Lillestrøm SK            |  |     |     |     |

## Phase finale
La phase finale oppose les vingt-cinq équipes qualifiées directement et les premiers de chaque groupe lors de matchs aller-retour selon un tirage au sort avec têtes de séries pour les seizièmes de finale puis intégral à partir des huitièmes de finale. Les têtes de série pour les seizièmes de finale sont définies selon le coefficient UEFA 2008-2009 des clubs :
| Tête de série             | Coeff. | Non tête de série      | Coeff. |
| ------------------------- | ------ | ---------------------- | ------ |
| Umeå IK                   | 73,275 | Alma KTZH              | 19,950 |
| FFC Turbine Potsdam       | 66,420 | FK Universitet Vitebsk | 16,940 |
| Arsenal LFC               | 64,840 | Torres CF (Qualif.)    | 16,405 |
| Olympique lyonnais        | 44,170 | ŽFK Mašinac PZP Niš    | 15,960 |
| FCR Duisbourg             | 43,420 | Røa IL                 | 14,910 |
| Brøndby IF (Qualif.)      | 42,560 | Fortuna Hjørring       | 10,560 |
| Zvezda 2005               | 35,840 | ŽNK SFK 2000 Sarajevo  | 09,310 |
| Montpellier HSC (Qualif.) | 35,170 | AZ Alkmaar             | 08,440 |
| WFC Rossiyanka (Qualif.)  | 30,840 | PAOK Salonique         | 06,805 |
| ASDCF Bardolino Vérone    | 28,905 | FCF Zürich             | 06,790 |
| Valur Reykjavik           | 27,240 | Rayo Vallecano         | 06,435 |
| Bayern Munich (Qualif.)   | 24,420 | Zhytlobud-1 Kharkiv    | 05,960 |
| AC Sparta Prague          | 22,605 | FC Honka               | 05,805 |
| Linköpings FC (Qualif.)   | 22,275 | Standard de Liège      | 04,950 |
| SV Neulengbach            | 21,945 | RTP Unia Racibórz      | 04,455 |
| Everton LFC (Qualif.)     | 20,840 | VFC Szombathely        | 02,805 |

### Seizièmes de finale
| Pays | Club                   | Aller | Retour | Club                   | Pays |
| ---- | ---------------------- | ----- | ------ | ---------------------- | ---- |
|      | Standard de Liège      | 0-0   | 1-3    | Montpellier HSC        |      |
|      | RTP Unia Racibórz      | 1-3   | 1-0    | SV Neulengbach         |      |
|      | Torres CF              | 4-1   | 2-1    | Valur Reykjavik        |      |
|      | Zhytlobud-1 Kharkiv    | 0-5   | 0-6    | Umeå IK                |      |
|      | AZ Alkmaar             | 1-2   | 1-1    | Brøndby IF             |      |
|      | Alma KTZH              | 1-0   | 0-2    | AC Sparta Prague       |      |
|      | ŽFK Mašinac PZP Niš    | 0-1   | 0-5    | Olympique lyonnais     |      |
|      | FK Universitet Vitebsk | 1-5   | 3-6    | FCR Duisbourg          |      |
|      | Rayo Vallecano         | 1-3   | 1-2    | WFC Rossiyanka         |      |
|      | VFC Szombathely        | 0-5   | 2-4    | Bayern Munich          |      |
|      | ŽNK SFK 2000 Sarajevo  | 0-3   | 0-5    | Zvezda 2005            |      |
|      | FC Honka               | 1-8   | 0-8    | FFC Turbine Potsdam    |      |
|      | PAOK Salonique         | 0-9   | 0-9    | Arsenal LFC            |      |
|      | Røa IL                 | 3-0   | 0-2    | Everton LFC            |      |
|      | FCF Zürich             | 0-2   | 0-3    | Linköpings FC          |      |
|      | Fortuna Hjørring       | 4-0   | 1-2    | ASDCF Bardolino Vérone |      |

### Huitièmes de finale
| Pays | Club                | Aller | Retour     | Club               | Pays |
| ---- | ------------------- | ----- | ---------- | ------------------ | ---- |
|      | FCR Duisbourg       | 1-1   | 2-0        | Linköpings FC      |      |
|      | WFC Rossiyanka      | 0-1   | 1-1        | Umeå IK            |      |
|      | Montpellier HSC     | 0-0   | 1-0 (a.p.) | Bayern Munich      |      |
|      | FFC Turbine Potsdam | 1-0   | 4-0        | Brøndby IF         |      |
|      | SV Neulengbach      | 1-4   | 1-4        | Torres CF          |      |
|      | AC Sparta Prague    | 0-3   | 0-2        | Arsenal LFC        |      |
|      | Røa IL              | 0-0   | 1-1        | Zvezda 2005        |      |
|      | Fortuna Hjørring    | 0-1   | 0-5        | Olympique lyonnais |      |

### Tableau
|  | Quarts de finale    | Quarts de finale    | Quarts de finale    | Quarts de finale    |                    |                    | Demi-finales        | Demi-finales        | Demi-finales        | Demi-finales        |  |  | Finale      | Finale      | Finale      | Finale      |
|  |                     |                     |                     |                     |                    |                    |                     |                     |                     |                     |  |  |             |             |             |             |
|  | 10 et 17 mars 2010  | 10 et 17 mars 2010  | 10 et 17 mars 2010  | 10 et 17 mars 2010  |                    |                    | 10 et 28 avril 2010 | 10 et 28 avril 2010 | 10 et 28 avril 2010 | 10 et 28 avril 2010 |  |  | 20 mai 2010 | 20 mai 2010 | 20 mai 2010 | 20 mai 2010 |
|  | 10 et 17 mars 2010  | 10 et 17 mars 2010  | 10 et 17 mars 2010  | 10 et 17 mars 2010  |                    |                    | 10 et 28 avril 2010 | 10 et 28 avril 2010 | 10 et 28 avril 2010 | 10 et 28 avril 2010 |  |  | 20 mai 2010 | 20 mai 2010 | 20 mai 2010 | 20 mai 2010 |
|  | Olympique lyonnais  | Olympique lyonnais  | 3                   | 0                   |                    |                    | 10 et 28 avril 2010 | 10 et 28 avril 2010 | 10 et 28 avril 2010 | 10 et 28 avril 2010 |  |  | 20 mai 2010 | 20 mai 2010 | 20 mai 2010 | 20 mai 2010 |
|  | Olympique lyonnais  | Olympique lyonnais  | 3                   | 0                   |                    |                    | 10 et 28 avril 2010 | 10 et 28 avril 2010 | 10 et 28 avril 2010 | 10 et 28 avril 2010 |  |  | 20 mai 2010 | 20 mai 2010 | 20 mai 2010 | 20 mai 2010 |
|  | Torres CF           | Torres CF           | 0                   | 1                   |                    |                    | 10 et 28 avril 2010 | 10 et 28 avril 2010 | 10 et 28 avril 2010 | 10 et 28 avril 2010 |  |  | 20 mai 2010 | 20 mai 2010 | 20 mai 2010 | 20 mai 2010 |
|  | Torres CF           | Torres CF           | 0                   | 1                   | Olympique lyonnais | Olympique lyonnais | 3                   | 0                   |                     |                     |  |  | 20 mai 2010 | 20 mai 2010 | 20 mai 2010 | 20 mai 2010 |
|  | 10 et 17 mars 2010  |                     |                     |                     | Olympique lyonnais | Olympique lyonnais | 3                   | 0                   |                     |                     |  |  | 20 mai 2010 | 20 mai 2010 | 20 mai 2010 | 20 mai 2010 |
|  |                     |                     | Umeå IK             | Umeå IK             | 2                  | 0                  |                     |                     |                     |                     |  |  | 20 mai 2010 | 20 mai 2010 | 20 mai 2010 | 20 mai 2010 |
|  | Umeå IK             | Umeå IK             | Umeå IK             | Umeå IK             | 2                  | 0                  | 0                   | 2                   |                     |                     |  |  | 20 mai 2010 | 20 mai 2010 | 20 mai 2010 | 20 mai 2010 |
|  | Umeå IK             | Umeå IK             | 11 et 18 avril 2010 |                     |                    |                    | 0                   | 2                   |                     |                     |  |  | 20 mai 2010 | 20 mai 2010 | 20 mai 2010 | 20 mai 2010 |
|  | Montpellier HSC     | Montpellier HSC     | 0                   | 2                   |                    |                    |                     |                     |                     |                     |  |  | 20 mai 2010 | 20 mai 2010 | 20 mai 2010 | 20 mai 2010 |
|  | Montpellier HSC     | Montpellier HSC     | 0                   | 2                   | Olympique lyonnais | Olympique lyonnais | 0 (6)               | 0 (6)               |                     |                     |  |  |             |             |             |             |
|  | 10 et 14 mars 2010  |                     |                     |                     | Olympique lyonnais | Olympique lyonnais | 0 (6)               | 0 (6)               |                     |                     |  |  |             |             |             |             |
|  |                     |                     | FFC Turbine Potsdam | FFC Turbine Potsdam | 0 (7)              | 0 (7)              |                     |                     |                     |                     |  |  |             |             |             |             |
|  | FCR Duisbourg       | FCR Duisbourg       | FFC Turbine Potsdam | FFC Turbine Potsdam | 0 (7)              | 0 (7)              | 2                   | 2                   |                     |                     |  |  |             |             |             |             |
|  | FCR Duisbourg       | FCR Duisbourg       |                     |                     |                    |                    |                     |                     |                     |                     |  |  |             |             |             |             |
|  | Arsenal LFC         | Arsenal LFC         | 1                   | 0                   |                    |                    |                     |                     |                     |                     |  |  |             |             |             |             |
|  | Arsenal LFC         | Arsenal LFC         | 1                   | 0                   | FCR Duisbourg      | FCR Duisbourg      | 1                   | 0 (1)               |                     |                     |  |  |             |             |             |             |
|  | 10 et 17 mars 2010  |                     |                     |                     | FCR Duisbourg      | FCR Duisbourg      | 1                   | 0 (1)               |                     |                     |  |  |             |             |             |             |
|  |                     |                     | FFC Turbine Potsdam | FFC Turbine Potsdam | 0                  | 1 (3)              |                     |                     |                     |                     |  |  |             |             |             |             |
|  | FFC Turbine Potsdam | FFC Turbine Potsdam | FFC Turbine Potsdam | FFC Turbine Potsdam | 0                  | 1 (3)              | 5                   | 5                   |                     |                     |  |  |             |             |             |             |
|  | FFC Turbine Potsdam | FFC Turbine Potsdam |                     |                     |                    |                    |                     | 5                   |                     |                     |  |  |             |             |             |             |
|  | Røa IL              | Røa IL              | 0                   | 0                   |                    |                    |                     |                     |                     |                     |  |  |             |             |             |             |
|  | Røa IL              | Røa IL              | 0                   | 0                   |                    |                    |                     |                     |                     |                     |  |  |             |             |             |             |
|  |                     |                     |                     |                     |                    |                    |                     |                     |                     |                     |  |  |             |             |             |             |

### Quarts de finale
| Pays | Club                | Aller | Retour | Club            | Pays |
| ---- | ------------------- | ----- | ------ | --------------- | ---- |
|      | Olympique lyonnais  | 3-0   | 0-1    | Torres CF       |      |
|      | Umeå IK             | 0-0   | 2-2    | Montpellier HSC |      |
|      | FCR Duisbourg       | 2-1   | 2-0    | Arsenal LFC     |      |
|      | FFC Turbine Potsdam | 5-0   | 5-0    | Røa IL          |      |

### Demi-finales
| Pays | Club               | Aller | Retour        | Club                | Pays |
| ---- | ------------------ | ----- | ------------- | ------------------- | ---- |
|      | Olympique lyonnais | 3-2   | 0-0           | Umeå IK             |      |
|      | FCR Duisbourg      | 1-0   | 0-1 Tab : 1-3 | FFC Turbine Potsdam |      |

### Finale
| Titulaires :   |                    |      |
|                |                    |      |
| 26             | Sarah Bouhaddi     |      |
| 3              | Wendie Renard      |      |
| 5              | Laura Georges      |      |
| 27             | Amelie Rybäck      |      |
| 4              | Ingvild Stensland  | 70e  |
| 10             | Louisa Necib       | 90e  |
| 11             | Shirley Cruz Traña | 105e |
| 17             | Corine Franco      |      |
| 21             | Lara Dickenmann    |      |
| 22             | Amandine Henry     |      |
| 12             | Élodie Thomis      |      |
|                |                    |      |
| Remplaçants :  |                    |      |
| 15             | Aurélie Kaci       | 70e  |
| 24             | Isabell Herlovsen  | 90e  |
| 6              | Simone             | 105e |
|                |                    |      |
| Entraîneur :   |                    |      |
| Farid Benstiti |                    |      |

| Titulaires :   |                    |      |
|                |                    |      |
| 24             | Anna Sarholz       |      |
| 4              | Babett Peter       |      |
| 8              | Josephine Henning  |      |
| 20             | Bianca Schmidt     |      |
| 10             | Fatmire Bajramaj   |      |
| 14             | Jennifer Zietz     |      |
| 16             | Viola Odebrecht    |      |
| 23             | Nadine Keßler      | 66e  |
| 9              | Jessica Wich       | 66e  |
| 21             | Tabea Kemme        | 106e |
| 31             | Anja Mittag        |      |
|                |                    |      |
| Remplaçants :  |                    |      |
| 7              | Isabel Kerschowski | 66e  |
| 17             | Yuki Nagasato      | 66e  |
| 19             | Corina Schröder    | 106e |
|                |                    |      |
| Entraîneur :   |                    |      |
| Bernd Schröder |                    |      |

| Titulaires :   |                    |      |
|                |                    |      |
| 26             | Sarah Bouhaddi     |      |
| 3              | Wendie Renard      |      |
| 5              | Laura Georges      |      |
| 27             | Amelie Rybäck      |      |
| 4              | Ingvild Stensland  | 70e  |
| 10             | Louisa Necib       | 90e  |
| 11             | Shirley Cruz Traña | 105e |
| 17             | Corine Franco      |      |
| 21             | Lara Dickenmann    |      |
| 22             | Amandine Henry     |      |
| 12             | Élodie Thomis      |      |
|                |                    |      |
| Remplaçants :  |                    |      |
| 15             | Aurélie Kaci       | 70e  |
| 24             | Isabell Herlovsen  | 90e  |
| 6              | Simone             | 105e |
|                |                    |      |
| Entraîneur :   |                    |      |
| Farid Benstiti |                    |      |

| Titulaires :   |                    |      |
|                |                    |      |
| 24             | Anna Sarholz       |      |
| 4              | Babett Peter       |      |
| 8              | Josephine Henning  |      |
| 20             | Bianca Schmidt     |      |
| 10             | Fatmire Bajramaj   |      |
| 14             | Jennifer Zietz     |      |
| 16             | Viola Odebrecht    |      |
| 23             | Nadine Keßler      | 66e  |
| 9              | Jessica Wich       | 66e  |
| 21             | Tabea Kemme        | 106e |
| 31             | Anja Mittag        |      |
|                |                    |      |
| Remplaçants :  |                    |      |
| 7              | Isabel Kerschowski | 66e  |
| 17             | Yuki Nagasato      | 66e  |
| 19             | Corina Schröder    | 106e |
|                |                    |      |
| Entraîneur :   |                    |      |
| Bernd Schröder |                    |      |

| Champion d'Europe 2010             |
| ---------------------------------- |
| Drapeau de l'Allemagne             |
| FFC Turbine Potsdam Deuxième titre |

## Statistiques
| Rang | Joueuse        | Club                | Buts |
| ---- | -------------- | ------------------- | ---- |
| 1    | Vanessa Bürki  | Bayern Munich       | 11   |
| 2    | Ida Brännström | Linköpings FC       | 10   |
| 3    | Inka Grings    | FCR Duisbourg       | 9    |
| 3    | Kim Little     | Arsenal LFC         | 9    |
| 3    | Anja Mittag    | FFC Turbine Potsdam | 9    |